# Queen of Siam
Queen of Siam (рус. Королева Сиама) — дебютный студийный альбом немецкой трэш-метал группы Holy Moses. Был записан и выпущен в мае 1986 года. В 2006 году был переиздан совместно с демо «Walpurgisnight».

## Список композиций
1. «Necropolis» — 3:39
2. «Don’t Mess Around with the Bitch» — 5:35
3. «Devil’s Dancer» — 4:20
4. «Queen of Siam» — 4:24
5. «Roadcrew» — 3:12
6. «Walpurgisnight» — 3:21
7. «Bursting Rest» — 3:39
8. «Dear Little Friend» — 5:36
9. «Torches of Hire» — 3:06

## Участники записи
- Сабина Классен — вокал
- Энди Классен — гитара
- Рамон Брюсслер — бас
- Герберт Дрегер — ударные